# Troianul
Troianul est une commune du județ de Teleorman en Roumanie.